# Marie-Jeanne Vallet

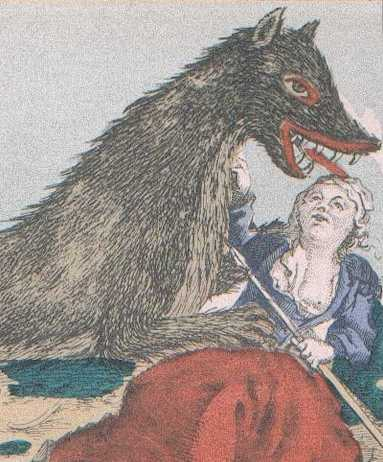
Marie-Jeanne Vallet et La Bête

Marie-Jeanne Vallet est une paysanne du Gévaudan du XVIIIe siècle, qui se rendit célèbre à l'âge de 19 ou 20 ans par son combat contre la Bête du Gévaudan le 11 août 1765 à Paulhac-en-Margeride. François Antoine, le porte arquebuse du Roi Louis XV, rédigea un procès verbal de ses investigations et surnomma Marie-Jeanne « La Pucelle du Gévaudan ». Épouse d'aubergiste sous Louis XVI, dans des années difficiles pour son village, elle sera condamnée en 1778 pour vols et perturbations du commerce de grains et fut enfermée à Aigues-Mortes. Plus tard de retour au village elle vécut le drame de l'assassinat de son époux en 1784 et elle décéda le 12 décembre 1787 à l'age d'environ 41 ans. Depuis 1995 une statue située à Auvers honore sa mémoire et son combat contre la Bête du Gévaudan.

## Origines
Dans la généalogie de la famille on trouve en 1557 Pierre Cortailhac, notaire royal, domicilié au Cheylard L’Evêque dont descendent les Vallet, plusieurs métayers ou marchands ainsi que quelques nobles. La famille Vallès ou Vallet (les graphies varient) vivait avant 1600 dans la paroisse de Sainte-Hélène à l'est de Mende. Plus tard Guillaume Vallet, le grand père de Marie-Jeanne, laboureur originaire du hameau de Granouillac, paroisse d'Arzenc de Randon, se marie en 1701 avec Agnès Sollier, fille de tisserand de toiles du bourg de Paulhac-en-Margeride.

## Naissance
Marie-Jeanne serait née en 1745 ou 1746 à Paulhac-en-Margeride, fille de Jean-Antoine Vallet laboureur et de Marie Laurent. L'absence de l'acte de baptême est signalé dès 1782 ; la perte de cet acte peut s'expliquer par la mauvaise tenue des registres paroissiaux par le curé Vye  de Paulhac,,.

## Enfance

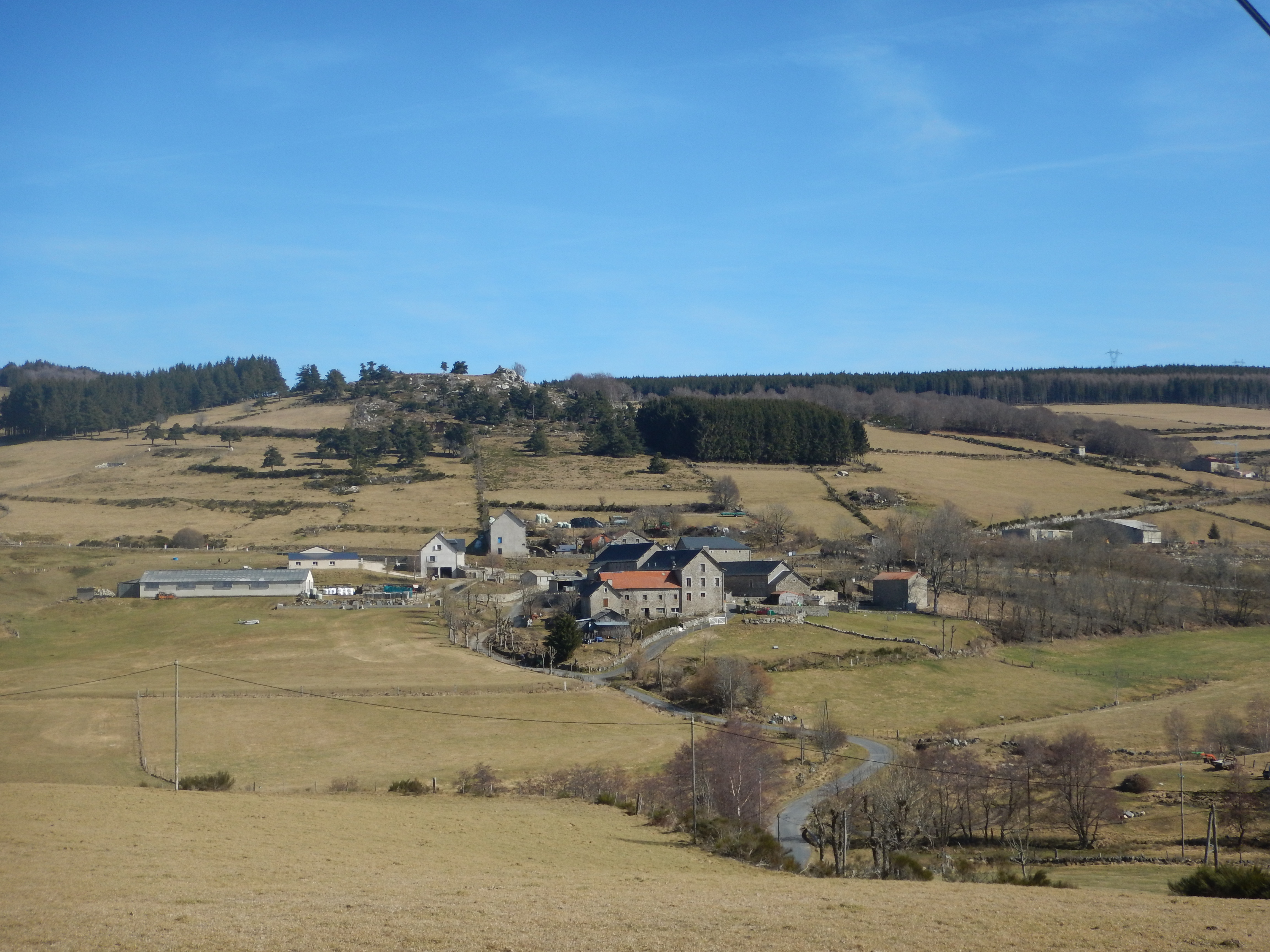
Dièges à Paulhac en Margeride (Lozère).

D'après les relevés d'imposition de la famille nous savons que la famille Vallet habitait au bourg de Paulhac lors des baptêmes de Marie en 1738, d'Hugues en 1741 et de Guillaume en mai 1744. Pour Marie-Jeanne on ne sait pas. Mais au printemps 1746 Jean-Antoine Vallet devient locataire de Jean Baptiste Tuffier, sieur de Fontaubettes, bourgeois du Malzieu, et ainsi "rentier d'un domaine" à Dièges toujours sur la paroisse de Paulhac, Dièges dépendait de la baronnie du Besset et relevait aussi du Duché de Mercœur. Le domaine était de plus sur les terres des Hospitaliers de Saint-Jean de Jérusalem de la Commanderie Gap-Francès du Grand prieuré de Saint Gilles. En 1749 Marie-Thérèse de Moré, l'épouse de Jean-Baptiste Tuffier, sera même la marraine de Thérèse Vallet. Naîtront ensuite sur le domaine Marie-Anne en 1754 et Jean-Antoine filsen 1757. Jean-Baptiste Tuffier renouvellera le bail du domaine en 1761 pour 9 ans pour le prix de 144 livres,. A Dièges de 1761 à 1764 la famille travaillait la terre et moissonnait la récolte. Lors de celle de 1764 la dîme de 196 cartons de blé (mesure du Malzieu) due au prieur Chaleil de Saint-Privat  laisse penser que la famille récoltait 24 tonnes de blé (seigle)  pour une estimation de 24 hectares cultivés. Le domaine total était plus grand en comptant la rotation des cultures, les pâturages et les bois. La famille élevait des vaches, des volailles, des abeilles et probablement des moutons, mais aussi des chevaux et peut-être des mulets,.

## La Bête du Gévaudan

### Attaque du 11 août 1765

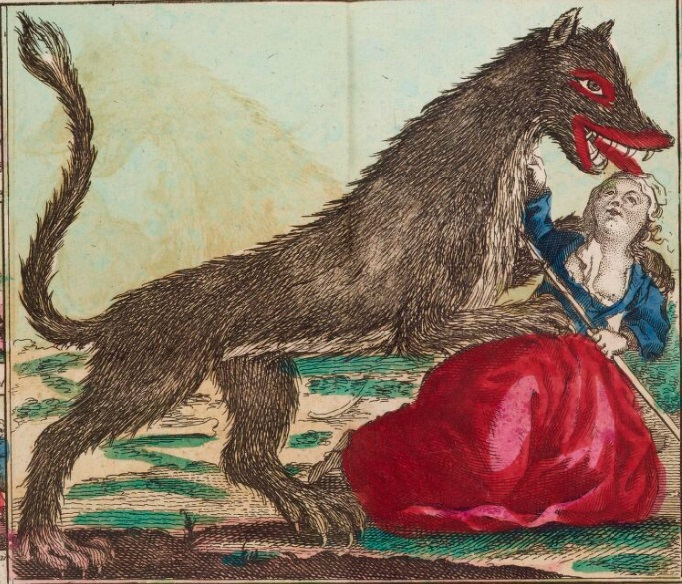
Marie-Jeanne Vallet combattant La Bête!

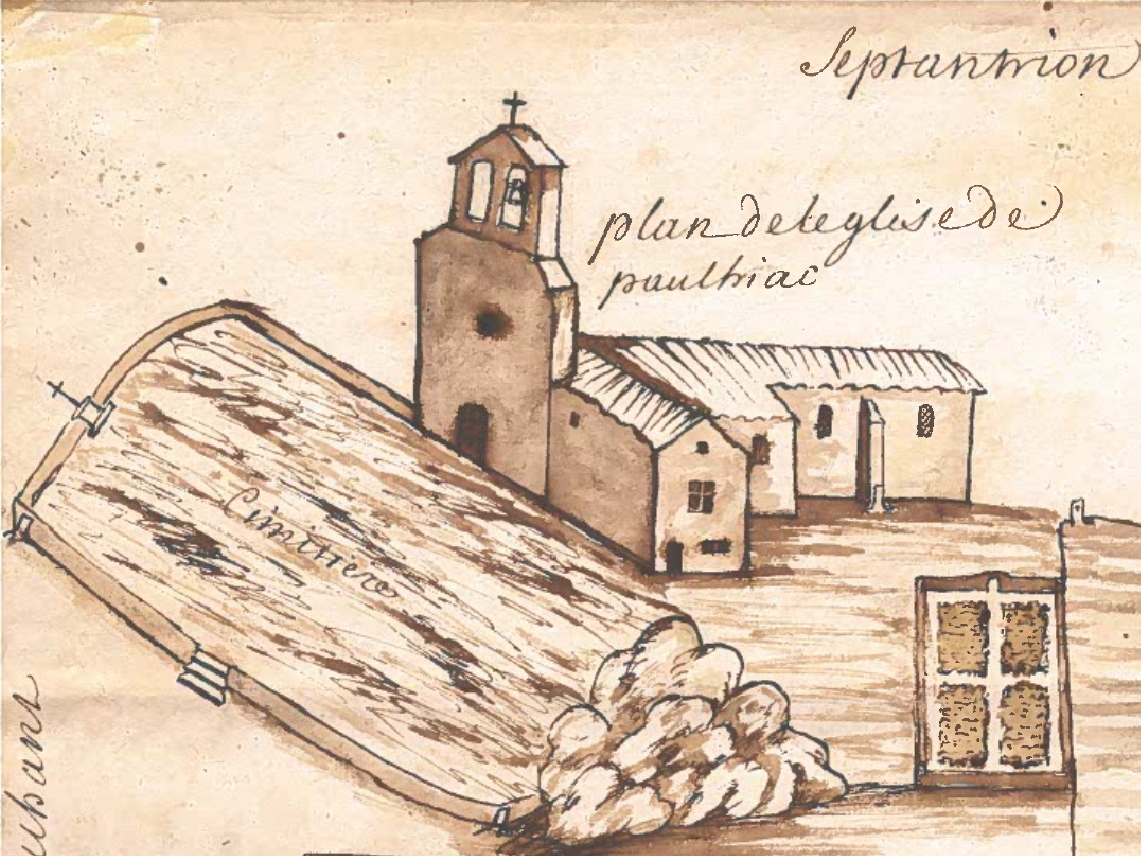
Eglise et cure où Marie-Jeanne était servante AD13 56 H 1920.

Le dimanche 11 août 1765 sur les 10 à 11 heures du matin, Marie-Jeanne Vallet, alors servante du curé Louis Bertrand Dumont, et sa sœur Thérèse se rendent plus haut dans la montagne à la métairie de Broussoux. Arrivées au fond d'un petit vallon où confluent la rivière Desges et le ruisseau de Broussoux, elles franchissent un premier pont de bois et arrivent sur "une sorte de petite île" où elles furent attaquées par la Bête qui "tournoyait autour d'elles". Marie-Jeanne recula de 4 à 5 pas et quand la Bête s'élança sur elle, Marie-Jeanne, munie de "sa baïonnette" (bâton armé d'une lame métallique), planta son arme de toutes ses forces dans le poitrail de l'animal. La Bête blessée poussa un cri de douleur, se roula dans la rivière puis s'enfuit. Cet acte héroïque suscitera l'espoir de retrouver La Bête morte ou affaiblie. Le curé Dumont alla alerter en urgence les chasseurs envoyés par le Roi. François Antoine mena l’enquête et constata que l'arme utilisée était teintée de sang sur 3 pouces (environ 7 cm) ce qui laissait présumer une blessure profonde. Les chiens suivirent la trace de La Bête sur 400 pas sans pouvoir la retrouver. François Antoine rédigea un procès-verbal des interrogatoires, et dans une lettre M. de Ballainvilliers, intendant d'Auvergne, attribua à Marie-Jeanne le surnom de "Pucelle du Gévaudan". Il demanda également le soutien de l'intendant auprès du ministre M. le comte de Saint Florentin afin d'obtenir une récompense pour Marie-Jeanne. Elle était alors âgée de 19 à 20 ans et sa sœur Thérèse de 16 à 17 ans. Et d'après le Courrier d'Avignon malgré le fait que Marie-Jeanne était une fille robuste, hardie et adroite, elle serait tombée en dépression à la suite de son combat contre La Bête.

#### Description de La Bête
Marie-Jeanne décrivit "qu'elle lui était apparu de la taille d'un gros chien de troupeau, ayant une tète très grosse et plate, la gueule noire, de belles dents, le collier blanc, le col gris, qu'elle était beaucoup plus grosse par devant que par derrière, et qu'elle avait le dos noir"; Thérèse Vallet confirma cette description.

#### Lieu de l'attaque de La Bête

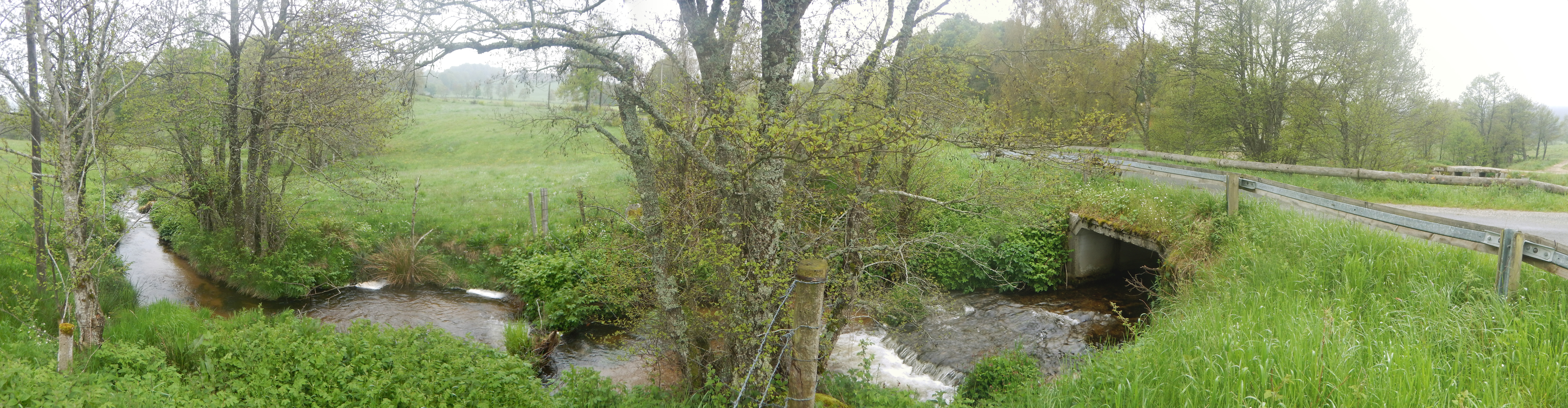
Lieu de l'attaque sur Marie-Jeanne Vallet juste sur l’île après la traversée du pont

L'attaque eu lieu sur une petite île accessible par un ancien pont de bois. De cette île un deuxième pont menait à la métairie de Broussoux. Le lieu du combat a eu lieu après le pont entouré de glissières de sécurité sous la chaussée et non comme souvent mentionné à l'endroit du pont de pierre situé  en amont. Marie-Jeanne au sud de Paulhac avait pris la petite route qui mène à l'actuel cimetière parcourant environ 300m pour arriver à la Desges.

#### Arme utilisée contre La Bête
Deux armes ont été attribuées à Marie-Jeanne. L'une, décrite dans le Courrier d'Avignon, est une lame tranchante sur les deux côtés, montée sur un bâton. La tradition orale affirme par ailleurs qu'une ancienne faux pliée et clouée sur un solide manche, visible au musée de la Bête à Auvers (Haute-Loire), serait l'arme utilisée par Marie-Jeanne.

### Suites

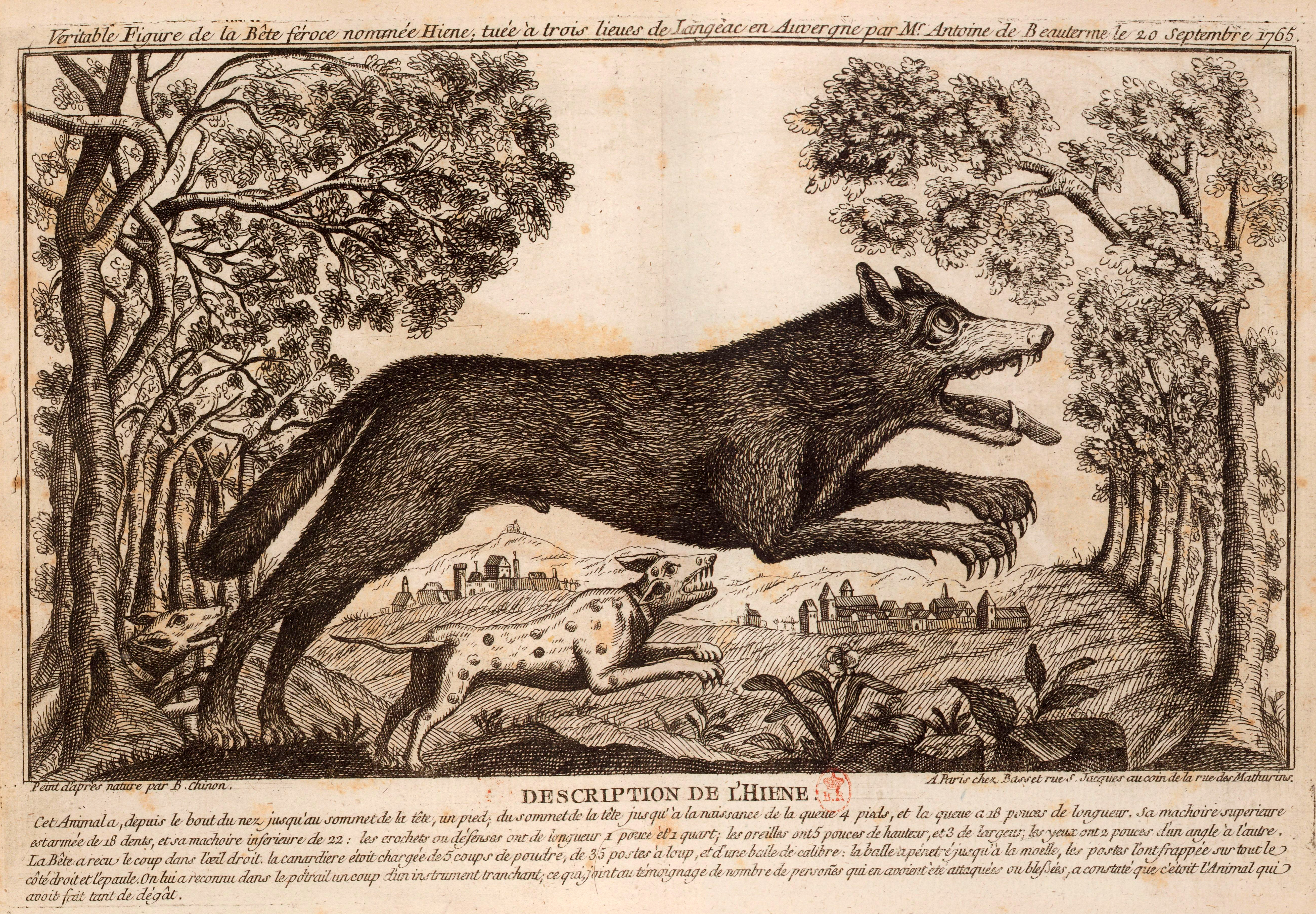
Dessin du loup des Chazes dans sa nature avec toutes ses proportions.

Marie-Jeanne n'obtiendra pas de récompense et la Bête reprit ses attaques. À la suite d'un signalement le 20 septembre 1765 un gros loup est tué au bois de Pommier sur les terres de l'Abbaye Royale des Chazes. Le lendemain au château du Besset les curés et les consuls présentent à François Antoine les personnes qui ont vu de près la Bête. Marie-Jeanne Vallet la reconnaît, tout en faisant preuve d'hésitation sur l'emplacement de la blessure, qui ne peut dire à quel endroit elle l'avait blessée,. Un examen de l'animal avait montré que la Bête avait été blessée à l'épaule droite.

#### Identification de l'attaquant

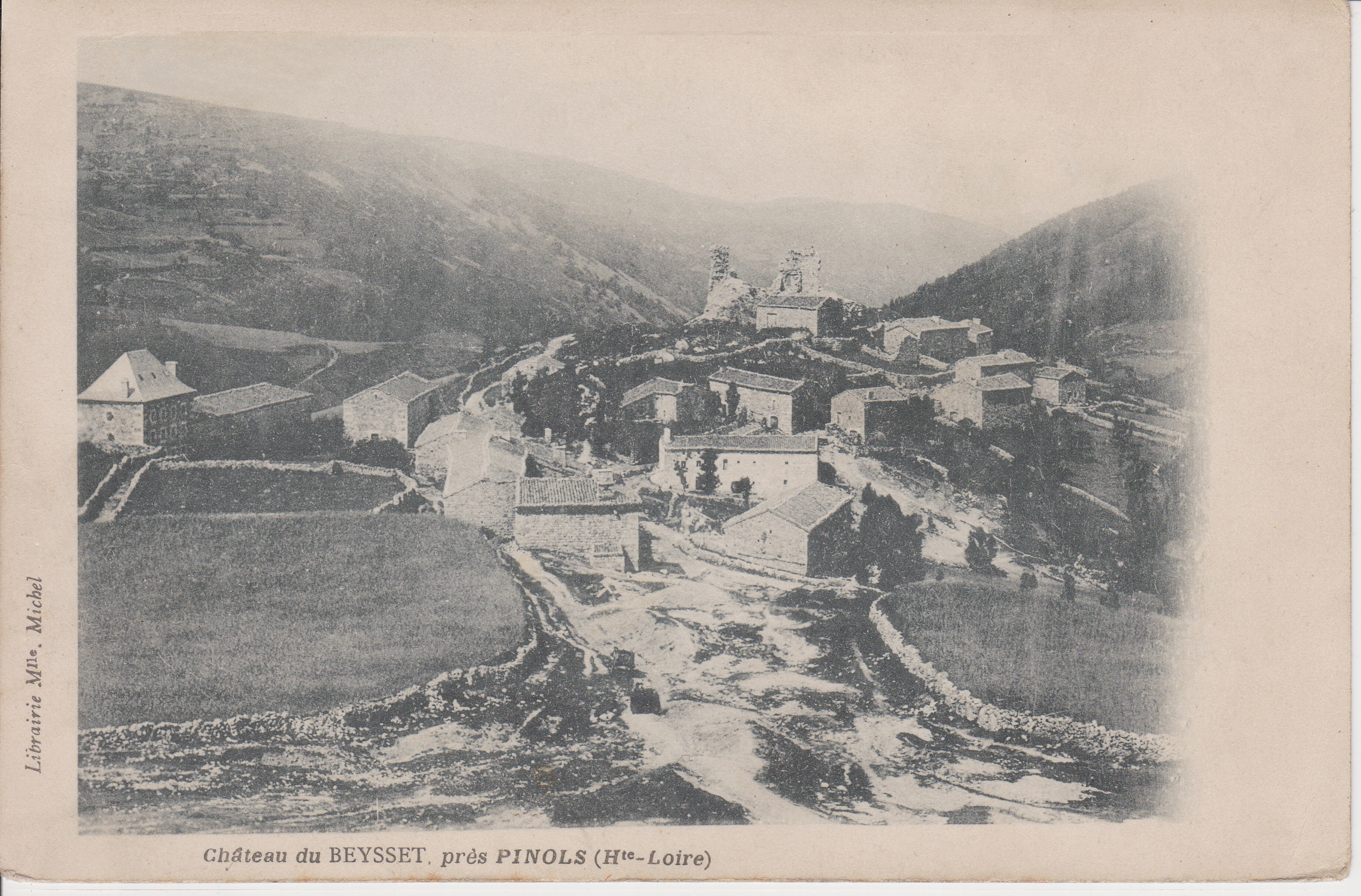
Le Besset et son château en ruines début 1900 (La Besseyre Saint-Mary; Haute-Loire).

Les témoignages de Marie-Jeanne laissent planer le doute sur l'identification de l'animal qu'elle affronta avec le loup de François Antoine, sans toutefois l'exclure. Il est possible que l'affaire de "la Bête"  ait en réalité impliqué plusieurs animaux, et que Marie-Jeanne ait blessé l'animal qualifié de  "Bête de Jean Chastel" ou le "loup du Bois Noir", voire un autre animal mort de sa blessure et non retrouvé.

Hameau et restes du Château du Besset où fut reconnu le Loup de François Antoine par Marie-Jeanne (La Besseyre Saint-Mary; Haute-Loire).

## Mariage et vie à Paulhac
Le mariage de Marie-Jeanne est célébré le 3 mars 1772 par le curé Louis Bertrand Dumont,. Au préalable les fiançailles eurent lieu au presbytère de Paulhac avec prétendants, parents, famille, le curé Dumont et les témoins. Constant notaire du Malzieu, rédige le contrat. Marie-Jeanne et Jean Baptiste Verdol de Pébrac font rédiger leur contrat de mariage le 24 février mais celui-ci est annulé dès le 27, lorsqu'un un nouveau contrat est rédigé entre Hugues Crouzet de Paulhac et Marie-Jeanne. La dot de Marie-Jeanne est de 200 livres et un septier de blé à la récolte suivante, le tout payé par les parents Vallet. Marie-Jeanne donne cent vingt livres de ses économies à son futur époux.
Le 19 avril 1773 la famille Crouzet - Vallet loue une maison à Paulhac puis, le 15 mars 1777, achète une maison proche et en vis à vis de l'église. En 1778  Marie-Jeanne est surnommée "la Parisienne" ; elle et son époux sont aubergistes cabaretiers à Paulhac,, mais Hugues Crouzet est aussi "rentier" : il loue des terres agricoles.

### Descendance
Le 19 novembre 1772 naquit Jeanne-Marie Crouzet, première fille du couple. Celle-ci put se marier malgré tous les malheurs de la famille, son oncle et sa tante, Jeanne-Marie Crouzet de Chanaleilles, sans enfants, décidant de lui faire épouser en 1803 un voisin et lui donnant en dot leur maison et leurs biens à la condition quelle s'occupe d'eux le restant de leurs jours. La seconde fille de Marie-Jeanne, nommée Marie-Anne naquit le 14 janvier 1777 et mourut sans descendance en 1791.

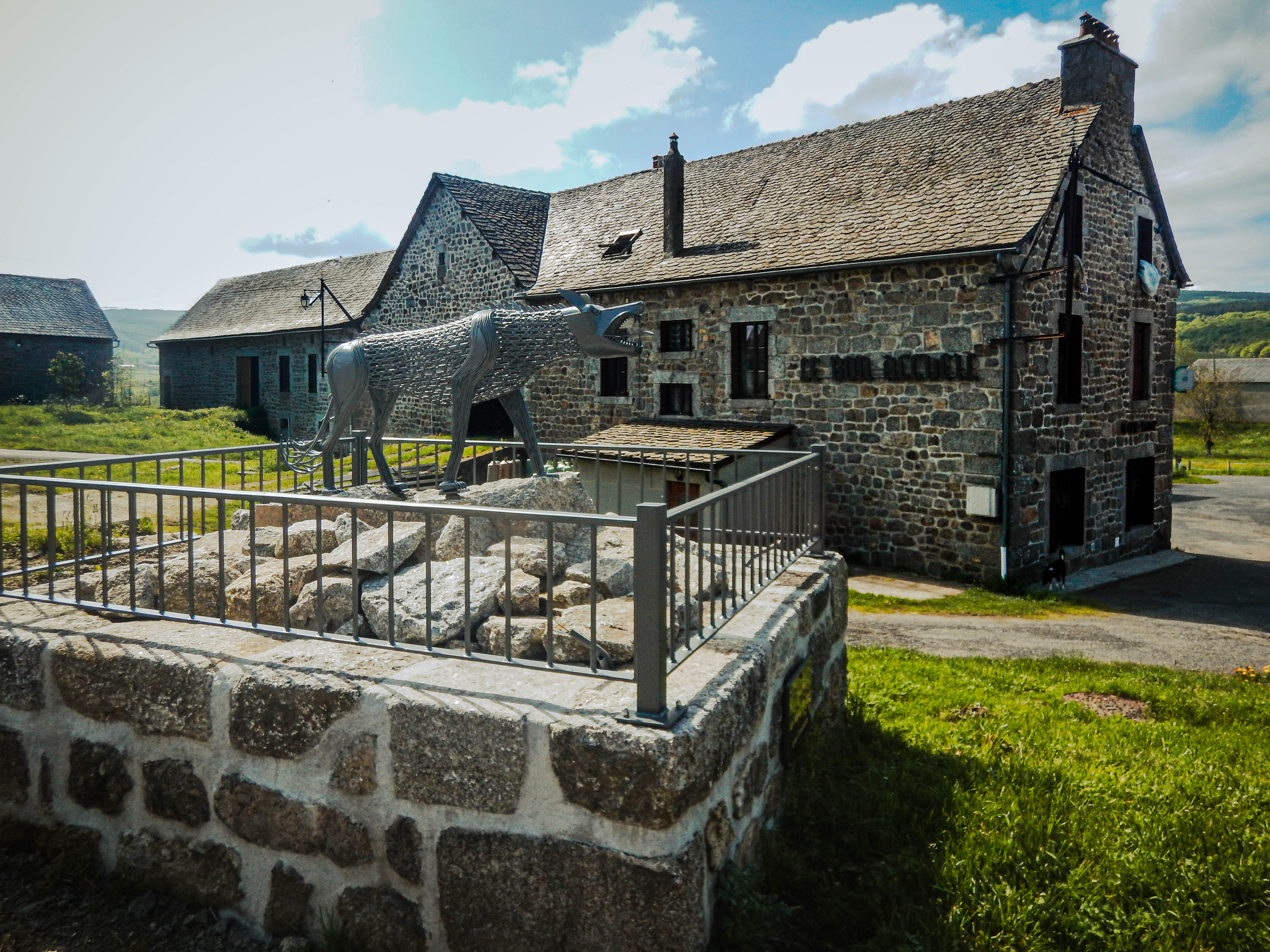
La Bête et l'Auberge Le Bon Accueil située à l'emplacement de l'ancienne habitation de la commanderie.

### Incendie de la commanderie et affaires - 1777
Un incendie détruisit la ferme des Hospitaliers de Paulhac, le fermier François Velay est accusé d'avoir laissé brûler les bâtiments, il doit réparer. Le 1e juillet 1777 Antoine Couret se rendit adjudicataire "des fruits loyers et revenus" de François Vellay. La moisson de la commanderie à cette date n'étant pas récoltée et il est possible que cela ait mis plusieurs familles dans la misère dont celle d'Hugues Crouzet. Antoine Couret sera aussi en procédure avec le beau-père de Marie-Jeanne: Barthélémy Crouzet dit "manchot" jusqu’en décembre 1779 pour une dette de son frère Jean Crouzet due pour la location de terres de la commanderie.

## Actes de brigandage, mars 1778

### Tentatives du 21, 22 et vols du 23 mars 1778
Trois membres de la fratrie Vallet avec plusieurs habitants du village de Paulhac (probablement soumis à la disette ou affamés car manquant de pain à la sortie de l'hiver) participèrent à des attaques sur des voyageurs qui transportaient du blé à la sortie du village de Paulhac le 21, 22 et 23 mars 1778. Ils menaçaient les hommes et maltraitaient les chevaux afin de voler leurs chargements. Le 23, il volèrent des sacs de blé. Une plainte fut déposée le jour même devant la justice du Malzieu,.

### Arrestations d'Hugues Vallet et de Marie-Jeanne Vallet, procès et condamnations

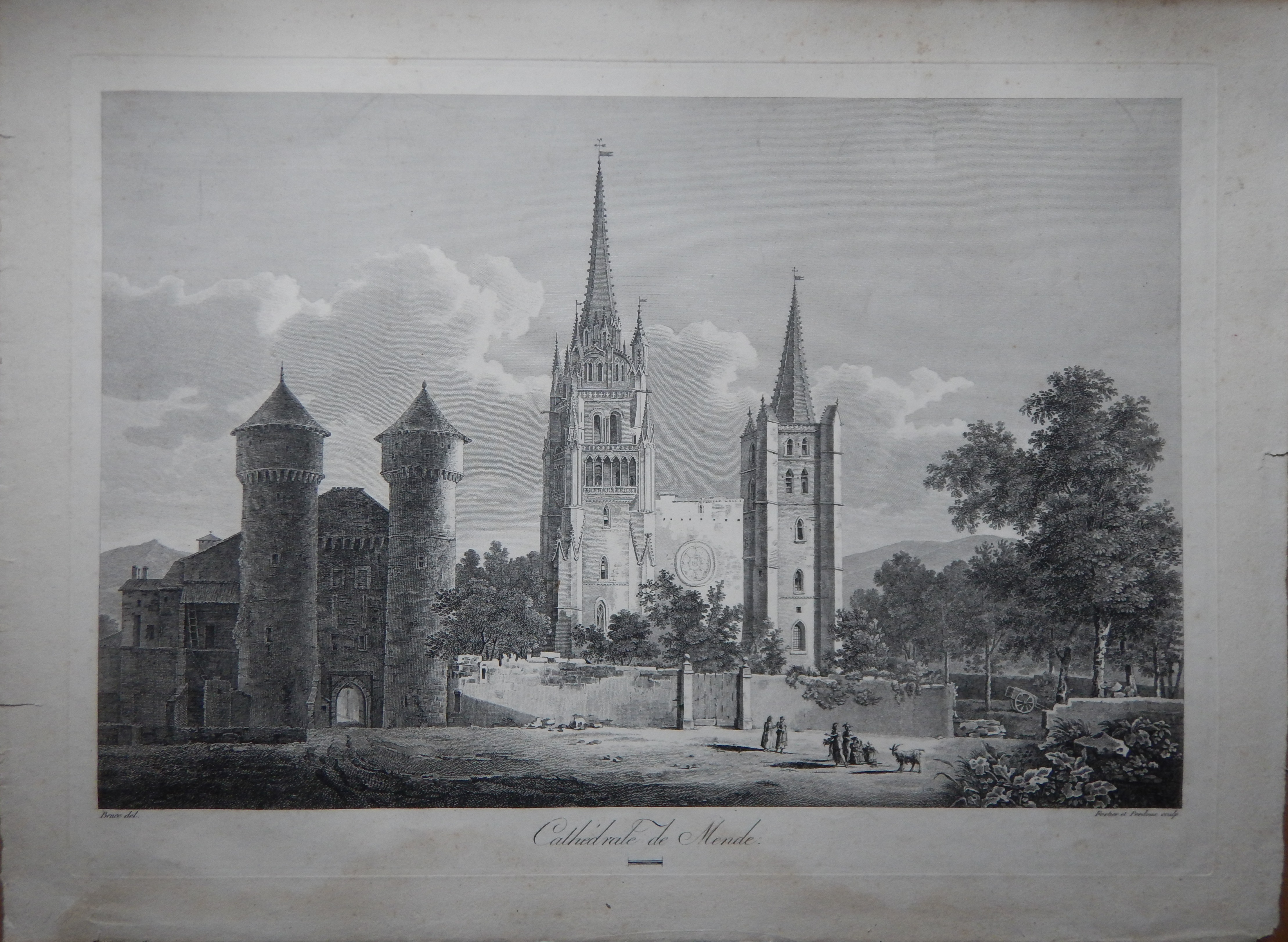
Mende; prison de la porte d'Aigues-Passes et Cathédrale en 1821.

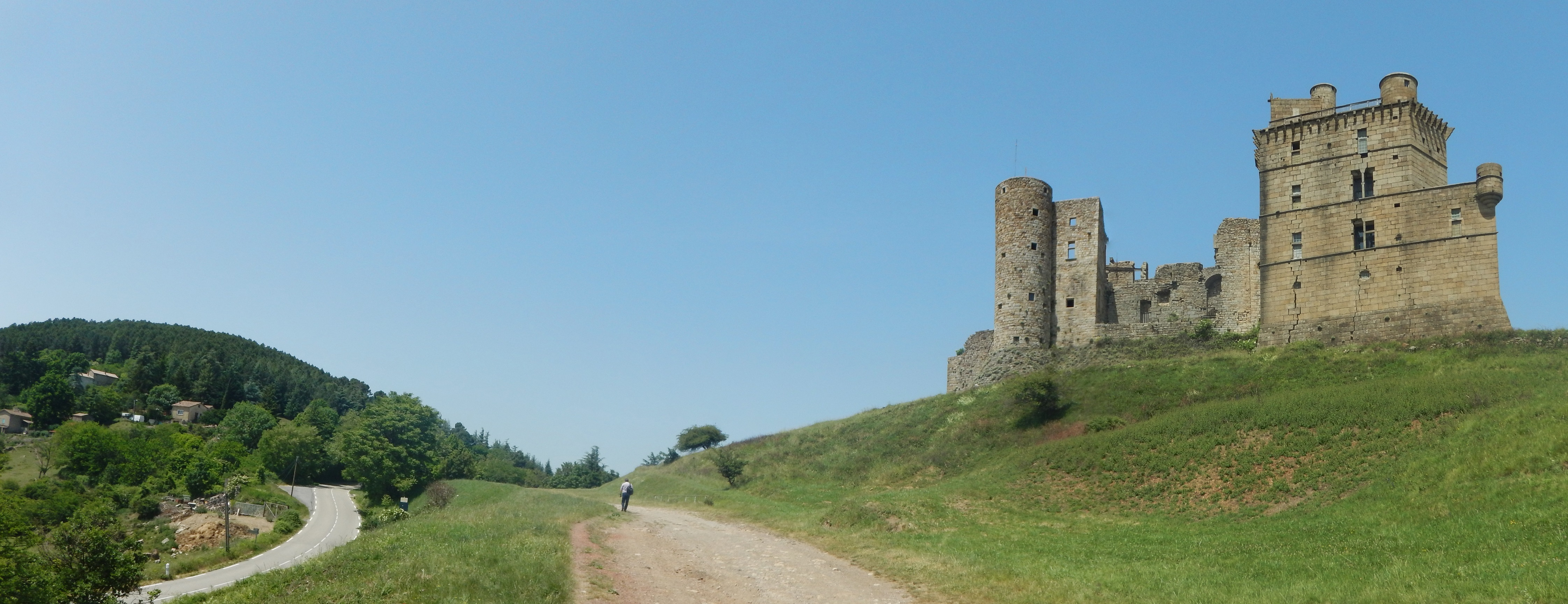
Chemin de Régordane et Château de Portes (Gard).

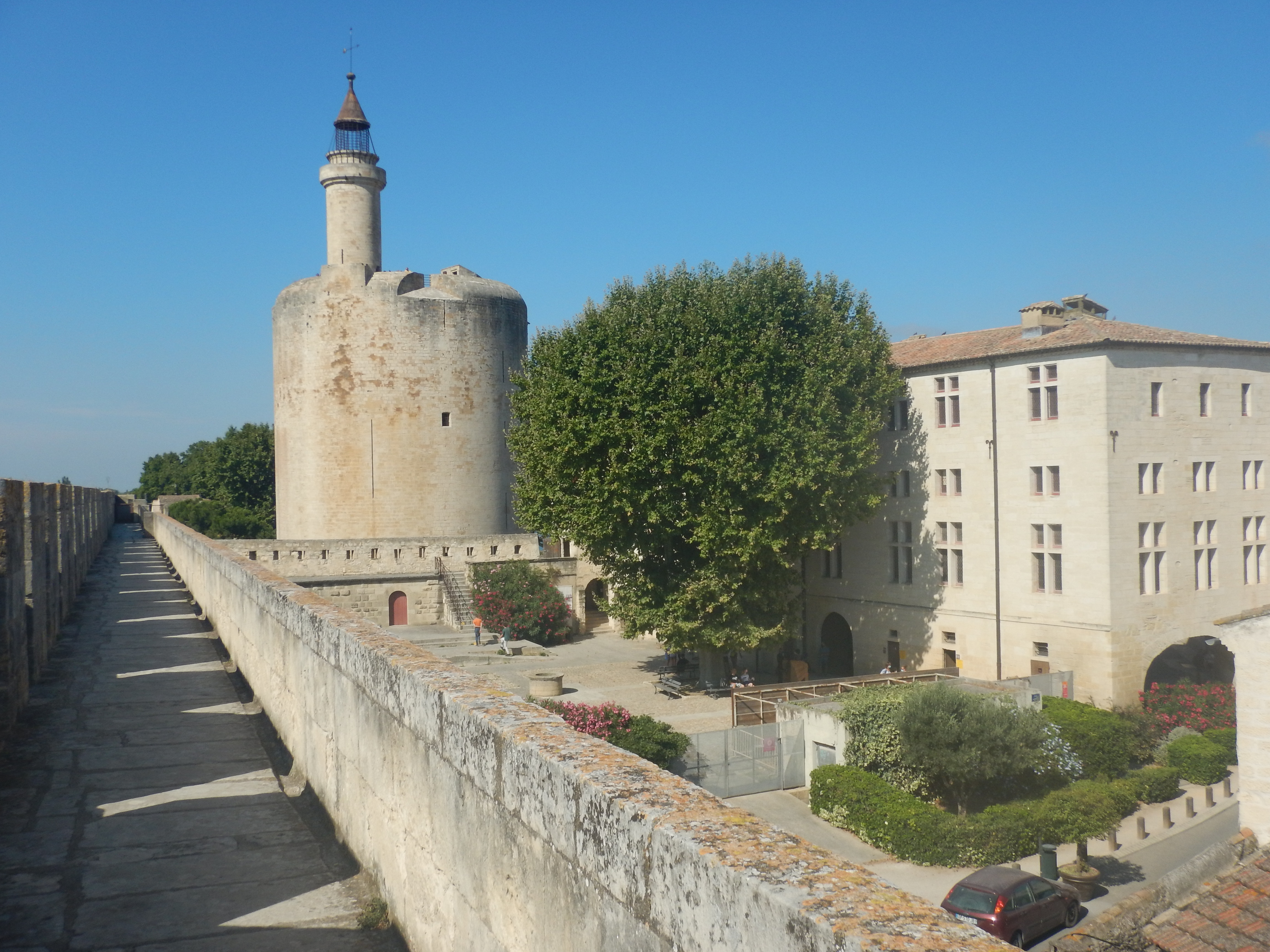
Aigues-Mortes Logis du gouverneur et Tour de Constance (Gard).

Les arrestations se firent en deux temps. La maréchaussée du Malzieu arrêta Hugues Vallet et sa sœur Marie-Jeanne le 23 mars 1778 ; ils furent conduits en prison au Malzieu puis transférés à la prison de Mende. Aux interrogatoires ils nièrent formellement les faits. Après organisation d'une confrontation avec les victimes et témoins, le jugement  (17 octobre 1778)  condamne Hugues Vallet aux galères pour 3 années. Marie-Jeanne est condamnée à 3 ans d’enfermement en maison de force,, elle effectua sa peine à la Tour de Constance,.

### Conduite des prisonniers
Les cavaliers de la maréchaussée escortèrent Marie-Jeanne et Hugues Vallet pour l'exécution de leurs peines. Partis de Mende ils rejoignirent le chemin de Régordane à Villefort et suivirent le chemin de Saint Gilles pour traverser les Cévennes couchant en casernes de brigades de la maréchaussée. Pour Marie-Jeanne ce fut un trajet de plus de 200 kilomètres à pied pour arriver au  Logis du gouverneur de la ville d'Aigues-Mortes qui commande l'accès à la Tour de Constance où l'on procéda à son enfermement . Pendant 3 années Marie-Jeanne fut probablement soumise à la discipline et au travail forcé (une fois libérée, Marie-Jeanne a dû rentrer à Paulhac avec plusieurs mois de retard vers 1783).

### Arrestations d'Hugues Crouzet et de Jean-Antoine Vallet, procès et condamnations
Les arrestations de Hugues Crouzet et de son beau-frère Jean-Antoine Vallet, frère cadet de Marie-Jeanne, eurent lieu le 23 novembre 1778. Lors du procès du 23 septembre 1779 Hugues Crouzet fut acquitté, car il n'a pas participé aux vols ; il lui fut proposé de faire gardien de prison. Jean-Antoine Vallet qui, d’après les témoins, était le meneur de la révolte, fut condamné par contumace à 3 ans de galères, s’étant évadé en passant par une fenêtre de la prison de la porte d'Aigues-Passes à Mende le 5 juillet 1779,.

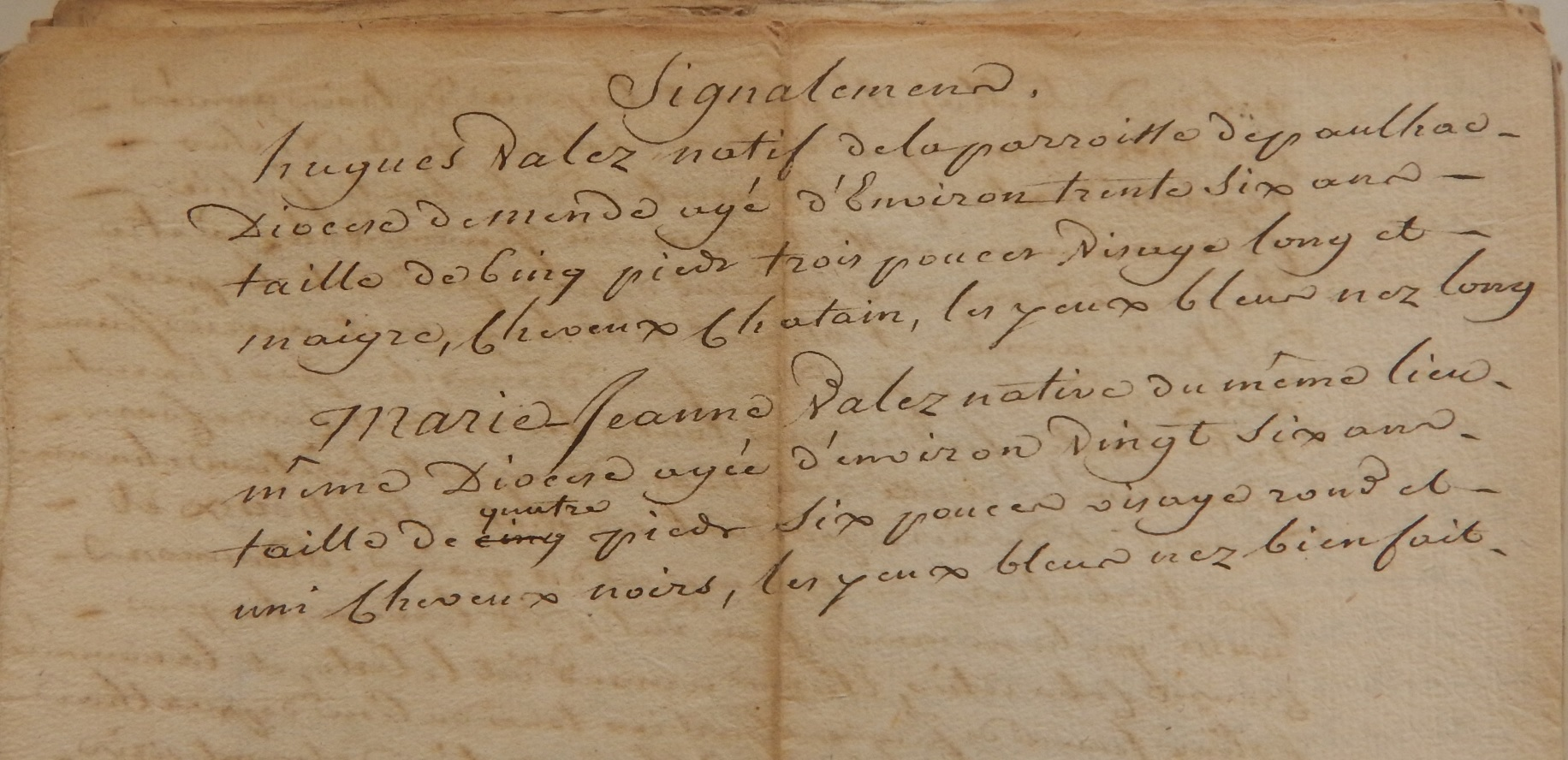
Descriptions de Hugues Vallet et de Marie-Jeanne Vallet AD48 21 B 9.

### Description physique et taille de Marie-Jeanne
Hugues Valez (Vallet) natif de la paroisse de Paulhac Diocèse de Mende âgé d'environ trente six ans taille cinq pieds trois pouces (environ 1 m 73 cm) visage long et maigre, cheveux châtain, les yeux bleus nez long. Marie-Jeanne Valez (Vallet) native du même lieu même diocèse âgée d'environ vingt six ans taille de cinq quatre pieds six pouces (environ 1 m 48 cm) visage rond et uni cheveux noirs, les yeux bleus nez bien fait,.

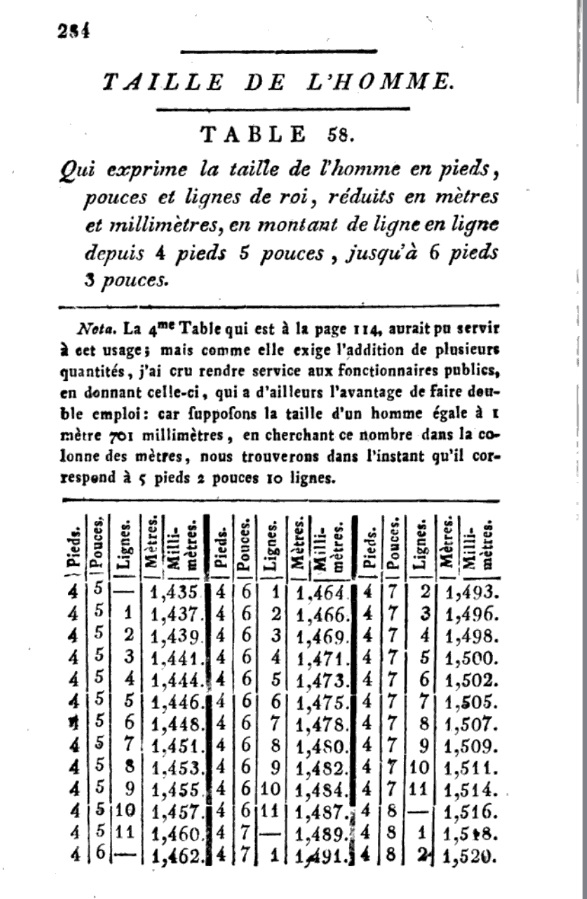
Conversion de pieds en m

#### Signalement et mesures des individus
Sous l'ancien régime le signalement des hommes de troupe (militaires) est généralisé et normalisé par une ordonnance du roi en 1716, ces signalements obligatoires renseignent sur les engagés :  lieu d'origine, âge, taille, cheveux, yeux et visage. Ils permettent de retrouver les engagés dans le cas de changement de compagnie ou de désertion. Mais il existe aussi des signalements pour les personnes condamnées. Le jugement définitif de Marie-Jeanne rendu au nom du Prévôt général de la Maréchaussée du Languedoc (corps de cavalerie) était accompagné d'un signalement qui dut être établi comme pour les hommes de troupe avec une taille mesurée en mesures royales.

## Procès de filiation vers 1782

### Procès et acte de baptême de Marie-Jeanne
Vers 1782, en l'absence de Marie-Jeanne, les parents Vallet intentèrent un procès devant la justice du Malzieu contre Hugues Crouzet, contestant que son épouse Marie-Jeanne soit leur fille, car on ne retrouve pas son acte de baptême dans les registres. Pourtant d’après le contrat de mariage passé devant notaire en 1772 et le mariage célébré et acté par le curé Dumont ils avaient autrefois reconnu Marie-Jeanne comme leur fille et s'engageaient à payer la dot. Le 29 août 1783 au Malzieu, les parents Vallet ne pouvant se déplacer, Jean-Antoine Vallet, cadet de la famille, annule la procédure de remise en cause de filiation. Cependant la dot ne sera pas payée. Il est possible que l'annulation du procès ait été motivée par le retour de Marie-Jeanne après son enfermement en maison de force.

## Meurtre d'Hugues Crouzet en 1784

### Altercation entre beaux-frères; Hugues Crouzet et Jean-Antoine Vallet
Le dimanche 12 septembre 1784 Jean-Antoine Vallet se disputa avec son beau-frère Hugues Crouzet. Après qu'ils furent séparés, Marie-Jeanne alla sermonner son frère Jean-Antoine. Plus tard dans la journée Hugues revint se quereller ; il s’élança sur Jean-Antoine une pierre à chaque main. Jean-Antoine tira en défense un coup de fusil dans la poitrine de son beau-frère et celui-ci décédera,.

## Devenir d'Hugues Crouzet, Jean-Antoine Vallet et Marie-Jeanne
Après autopsie Hugues Crouzet est inhumé au Malzieu le 14 septembre 1784. Jean-Antoine fut de nouveau arrêté et cette fois transféré dans une prison plus sûre à Langeac. Jugé au présidial de Riom en Auvergne, il fut probablement condamné à être pendu. Marie-Jeanne Vallet décéda le 12 décembre 1787 à l'age d'environ 41 ans et fut inhumée par le curé Dumont dans l’ancien cimetière devant l'église de Paulhac,.

## La statue d'Auvers

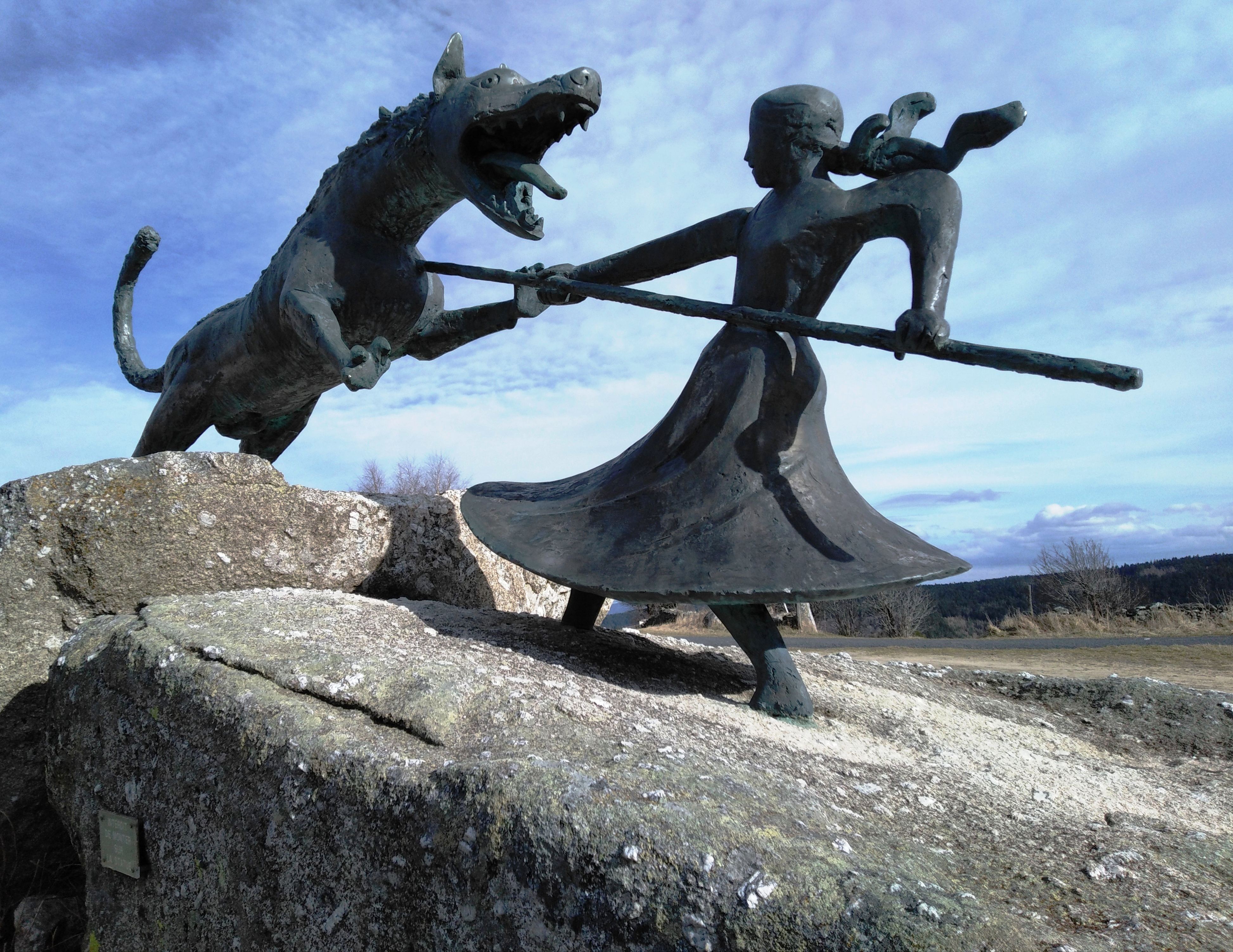
Statue du combat de Marie-Jeanne contre La Bête à Auvers (Haute-Loire).

La statue de la Bête du Gévaudan est une réalisation de l'association "Au pays de la Bête du Gévaudan" qui existe depuis 1988. Ce monument a été créé par le sculpteur ponot Philippe Kaeppelin et fondu par la maison Landowsky de Bagnolet. Il a été mis en place et inauguré en juillet 1995. La statue représente le combat de Marie-Jeanne Vallet contre la Bête, symbolise la résistance des populations rurales face au fléau qui les assaillait et le sculpteur a aussi voulu incarner la lutte du bien contre le mal. La vallée de la Desges qui s'ouvre en contrebas du monument a payé un lourd tribut à la Bête du Gévaudan avec une quinzaine de victimes.

## Marie-Jeanne Vallet dans les médias

### Gravures
- La gravure des collections du Mucem à Marseille 1765[56]
- La gravure du recueil factice de pièces relatives à La Bête du Gévaudan aux Archives Nationales de Paris 1765[57]

### Articles, livres ou bandes dessinées
- Le Courrier d'Avignon article du 27 août 1765[29]
- Le Courrier d'Avignon article du 3 septembre 1765[27]
- La Gazette de France article du 4 octobre 1765[58]
- Le Moniteur Judiciaire de Lyon article de 1765[59]
- L'Année Littéraire  article 1765 tome 8[60],[61]
- Le Mercure de France article d'octobre 1765  tome 2[62]
- Le Mercure de France article de février 1766[63]
- Le Congrès Archéologique de France 1858[64]
- Dictionnaire Statistique du Cantal 1859[65]
- La Bête du Gévaudan véritable Fléau de Dieu 1889[66]
- La Bête du Gévaudan en Auvergne 1901[23],[32]
- Chastel, le vainqueur du Gévaudan Bd 2014[67]
- Gévaudan - Les chroniques anachroniques tome1 Bd 2014[68]
- Gazette de La Bête 19 de décembre 2018[35]
- Gazette de La Bête 22 de décembre 2021[18]
- La Bestia del Gavauda enluminure 2023 [69]
- Les Griffes du Gévaudan  tome1 Bd 2024[70]

### Documentaire ou série fiction
- En 2002 sur France 3 présentée dans le documentaire La Bête du Gévaudan autopsie d'un mythe.
- En 2008 sur France 2 présentée dans le documentaire Secrets d'Histoire: Saison 2, Épisode 8: Quel est le mystère de la Bête du Gévaudan?
- En 2013 sur Arte présentée dans l'émission Dans tes Yeux Saison 2, Épisode 26: Le Gévaudan.
- En 2014 sur France 5 présentée dans l'émission Échappées belles - Au cœur de la Lozère[71].
- En 2016 sur MTV elle a inspiré le personnage de Marie-Jeanne Valet interprété par Cristal Reed dans la série Teen-Wolf  (saison 5, épisode 18): The Maid of Gévaudan[72].
- En 2021 sur France 2  présentée dans le documentaire Secrets d'Histoire: Louis XV et la Bête du Gévaudan.